# Liste geographischer Mittelpunkte
Es gibt unterschiedliche Berechnungsmethoden zur Ermittlung des Mittelpunktes eines Landes. Einige sind im Artikel Mittelpunkt Deutschlands beschrieben. Es gibt keine wissenschaftliche, von Behörden autorisierte Definition. Die Angabe geographischer Mittelpunkte ist somit eher eine Spielerei. Das lässt viel Raum für unterschiedliche Berechnungen, die zum Teil bemerkenswert voneinander abweichen. Oft haben sie eine touristische Bedeutung, weil kleine Orte aus ihrer Anonymität hervortreten und dem Mittelpunkt ein Denkmal setzen können.
Neben diesen geographischen Verfahren gibt es noch den
- Bevölkerungsmittelpunkt, als den Punkt, zu dem alle Einwohner eines Gebietes durchschnittlich die kürzeste Entfernung (Luftlinie) haben.
- Verkehrsmittelpunkt mit der durchschnittlich kürzesten Anreisestrecke über öffentliche Verkehrsflächen von allen Punkten des Landes, in Abwandlung die Strecke von allen Grenzorten.
- politischen, kulturellen, ökonomischen und/oder gesellschaftlichen Mittelpunkt, der sich selten mit dem Landesmittelpunkt deckt.

Solche Berechnungen können durchaus einen Sinn bei der Planung der Infrastruktur oder Logistik bringen.
Besonders umstritten ist die Mittelpunktberechnung bei Staaten mit diversen getrennten und entfernten Landesteilen, wie z. B. USA (Alaska, Hawaii), Griechenland oder Indonesien (Inselwelt), Exklaven und Enklaven wie bei Russland (Kaliningrad in Polen/Litauen) oder Vereinigtes Königreich/Spanien (Gibraltar), Überseegebiete bzw. entfernte Inseln (Grönland, Kanaren, Azoren, Südgeorgien.)
Diese Liste soll auf die Erde, Kontinente, große geographische Einheiten (z. B. Iberische Halbinsel), Staatengemeinschaften (z. B. EU), Staaten und deren erste Ebene darunter (Bundesländer und Äquivalentes, z. B. Latium, England) begrenzt werden.

## Europa heute
|  | Litauen |

|  | Rajongemeinde Vilnius |

|  | Bosnien und Herzegowina |

## Europa historisch
| Mittelpunkt von                             | Gebiet                        | Ort | Koordinate                       | Hinweis                                                           | Bild            |
| ------------------------------------------- | ----------------------------- | --- | -------------------------------- | ----------------------------------------------------------------- | --------------- |
| Preußen (1815)                              | Brandenburg                   | Dolgelin Gemeinde Lindendorf | geschätzt: 52° 30′ N, 14° 27′ O  |                                                                   |                 |
| Königreich Sachsen (ab 1815)                | Sachsen                       | Lichtenberg/Erzgeb. bei Mulda im Landkreis Mittelsachsen | 50° 49′ N, 13° 27′ O             | Geografischer Mittelpunkt Sachsens                                |                 |
| Königreich Sachsen (ab 1815)                | Sachsen                       | Großschirma bei Freiberg, Landkreis Mittelsachsen | 50° 58′ N, 13° 17′ O             | Physikalischer Schwerpunkt von Sachsen                            |                 |
| Deutsches Reich (1871–1918)                 | Brandenburg                   | Spremberg | 51° 34′ 19,5″ N, 14° 22′ 16,2″ O | Siehe auch : Mittelpunkt Deutsches Reich                          |                 |
| Deutsche Demokratische Republik (1949–1990) | Bezirk Potsdam                | Verlorenwasser / Weitzgrund | 52° 12′ 0″ N, 12° 31′ 0″ O       | Siehe auch : Mittelpunkt der DDR                                  |                 |
| Bundesrepublik Deutschland (1957–1990)      | Hessen                        | Rennerod im Westerwald |                                  | [ Anmerkung 2 ]                                                   | Bild gesucht BW |
| Bundesrepublik Deutschland (1957–1990)      | Hessen                        | Herbstein (Vogelsbergkreis) | 50° 32′ 18″ N, 9° 21′ 41″ O      | [ Anmerkung 3 ]                                                   | Bild gesucht BW |
| Jugoslawien (1945–1992)                     | Bosnien und Herzegowina       | östlich des Dorfes Dautovci, Verbandsgemeinde Visoko, Kanton Zenica-Doboj, Föderation Bosnien und Herzegowina, Bosnien und Herzegowina; 15 km von Sarajevo entfernt | 43° 57′ 1,5″ N, 18° 10′ 35,4″ O  | geografischer Mittelpunkt                                         | Bild gesucht BW |
| Europa in der k.u.k.-Zeit                   | Grenze Deutschland Tschechien | Tillenberg | 49° 57′ 43,3″ N, 12° 29′ 26,4″ O | Siehe auch : Mittelpunkt Europas (Tillenberg)                     |                 |
| Europäische Union (1995–2004)               | Belgien                       | Viroinval | 50° 0′ 33″ N, 4° 39′ 59″ O       | Schwerpunkt, Europa der 15 Mitglieder                             |                 |
| Europäische Union (2004–2006)               | Rheinland-Pfalz               | Kleinmaischeid | 50° 31′ 31″ N, 7° 35′ 50″ O      | Schwerpunkt                                                       |                 |
| Europäische Union (2007–2013)               | Hessen                        | Meerholz | 50° 10′ 21″ N, 9° 9′ 0″ O        | Schwerpunkt                                                       |                 |
| Österreich-Ungarn (1914)                    | Ungarn                        | bei Somogydöröcske, Kreis Tab, Komitat Schomodei, Südtransdanubien                                                                                                  | geschätzt: 46° 35′ N, 18° 0′ O   | Siehe auch : Historischer Mittelpunkt Österreichs [ Anmerkung 5 ] | Bild gesucht BW |

## Andere Kontinente
| Mittelpunkt von                                                  | Gebiet                                                          | Ort | Koordinate                                                                                 | Hinweise                                                             | Foto            |
| ---------------------------------------------------------------- | --------------------------------------------------------------- | --- | ------------------------------------------------------------------------------------------ | -------------------------------------------------------------------- | --------------- |
| Amerika (Doppelkontinent)                                        | Guatemala                                                       | Cuilapa, Santa Rosa | 14° 16′ 44,7″ N, 90° 17′ 57,8″ W                                                           | Der Mittelpunkt von Nord- und Südamerika                             | Bild gesucht BW |
| Asien (Kontinent)                                                | Russland                                                        | Kysyl, Tuwa, Südsibirien | 51° 43′ 30″ N, 94° 26′ 37″ O                                                               | Der Obelisk steht am Ufer des Jenisseis                              |                 |
| Asien (Kontinent)                                                | Russland                                                        | Saldam (russisch Салдам), Tuwa, Südsibirien                                                                                               | 52° 28′ 49″ N, 96° 5′ 35,3″ O                                                              | [ Anmerkung 2 ]                                                      |                 |
| Afrika                                                           | Republik Kongo                                                  | Epéna (Likouala), Likouala | 2° 4′ 13,3″ N, 17° 3′ 10,5″ O                                                              | Geografischer Mittelpunkt                                            | Bild gesucht BW |
| Eurasien                                                         | Kasachstan                                                      | Shidebaj | 49° 7′ 18″ N, 79° 18′ 23,1″ O                                                              | [ Anmerkung 3 ]                                                      | Bild gesucht BW |
| Indien                                                           | Nagpur                                                          | | 21° 9′ 14″ N, 79° 4′ 59″ O                                                                 | [ Anmerkung 4 ]                                                      | Bild gesucht BW |
| Minnesota ( Vereinigte Staaten)                                  | Stearns County                                                  | Sauk Centre | 45° 44′ N, 94° 57′ W                                                                       | Die Stadt gilt als geographischer Mittelpunkt des Bundesstaates      | Bild gesucht BW |
| Neuseeland                                                       | Nordinsel                                                       | Tararua Range | 41° 1′ 5,5″ S, 175° 21′ 44,2″ O                                                            | Centre of the Extended Continental Shelf of New Zealand              | Bild gesucht BW |
| Nordamerika                                                      | Vereinigte Staaten                                              | Rugby (North Dakota) | 48° 21′ 16″ N, 99° 59′ 53,1″ W                                                             | [ Anmerkung 5 ]                                                      |                 |
| Vereinigte Staaten                                               | South Dakota                                                    | Belle Fourche | incl. Alaska und Hawaii 44° 40′ 27,9″ N, 103° 51′ 9,9″ W exakt 44° 58′ 0″ N, 103° 46′ 0″ W | [ Anmerkung 6 ]                                                      |                 |
| Vereinigte Staaten                                               | Kansas                                                          | Lebanon | 39° 49′ 42,1″ N, 98° 34′ 46,1″ W                                                           | Nur die 48 zusammenhängenden Bundesstaaten                           |                 |
| Russland                                                         | Region Krasnojarsk                                              | Wiwisee | 66° 24′ 52,9″ N, 94° 14′ 28,7″ O                                                           | Berechneter Mittelpunkt am Südufer des Wiwisees.                     | Bild gesucht BW |
| Kasachstan                                                       | Qaraghandy                                                      | 25 Kilometer südlich von Ulytau, nahe dem Fluss Zhezdy, Qaraghandy; 90 Kilometer von Schesqasghan entfernt                                | 48° 25′ 54,5″ N, 66° 55′ 13″ O                                                             | Geografischer Mittelpunkt                                            | Bild gesucht BW |
| Chile - (dem Festland vorgelagerte Inseln, innerhalb von 100 km) | Argentinien                                                     | | 39° 42′ 3,5″ S, 71° 5′ 4,6″ W                                                              | Geografische Mittelpunkte (Befinden sich nicht auf dem Staatsgebiet) | Bild gesucht BW |
| - (mit allen Inseln, ohne Antarktisterritorium)                  | Pazifischer Ozean                                               | | 39° 42′ 3,5″ S, 81° 13′ 39,1″ W                                                            | Geografische Mittelpunkte (Befinden sich nicht auf dem Staatsgebiet) |                 |
| Panama                                                           | Provinz Coclé                                                   | | 8° 25′ 38,4″ N, 80° 6′ 19,5″ W                                                             | Geografischer Mittelpunkt                                            | Bild gesucht BW |
| Haiti                                                            | Karibisches Meer                                                | 13 km von der Île de la Gonâve entfernt                                                                                                   | 19° 3′ 29,8″ N, 73° 19′ 36,7″ W                                                            | Geografischer Mittelpunkt (Befindet sich nicht auf dem Staatsgebiet) |                 |
| Gambia                                                           | Lower River Region                                              | 1 km vom Gambia und der Elephant Island entfernt, nordwestlich von Bureng; Jarra East, Lower River Region                                 | 13° 26′ 40,9″ N, 15° 18′ 27,1″ W                                                           | Geografischer Mittelpunkt                                            | Bild gesucht BW |
| Republik Kongo                                                   | Cuvette-Ouest                                                   | 1 km von dem Fluss Kouyou und der Siedlung Mboma und 20 km von Ewo entfernt                                                               | 0° 40′ 9,4″ S, 14° 54′ 3,2″ O                                                              | Geografischer Mittelpunkt                                            | Bild gesucht BW |
| Niger                                                            | Tchirozérine                                                    | 14 km von der Siedlung Tidène entfernt | 17° 35′ 48,8″ N, 8° 4′ 49,4″ O                                                             | Geografischer Mittelpunkt                                            | Bild gesucht BW |
| Plattensee                                                       | Komitat Veszprém                                                | an der Ifjúsági Centrum Kht. Ltp.i m Badeort Zánka, Kreis Balatanfüredi, Komitat Veszprém, Mitteltransdanubien; 1 km vom Seeufer entfernt | 46° 52′ 56,2″ N, 17° 42′ 23,1″ O                                                           | (Befindet sich nicht innerhalb des Sees)                             | Bild gesucht BW |
| Schnittpunkt von Nullmeridian und Äquator                        | Östlicher Atlantischer Ozean 230 km südwestlich Golf von Guinea | Östlicher Atlantischer Ozean 230 km südwestlich Golf von Guinea                                                                           | 0° N/S, 0° O/W                                                                             |                                                                      |                 |
| allen Landflächen der Erde                                       | Türkei                                                          | Kıcıklar, Beyoğlan, İskilip, Çorum, Schwarzmeerregion                                                                                     | 41° N, 35° O                                                                               | Mittelpunkt der Erdoberfläche, Geometrischer Schwerpunkt             | Bild gesucht BW |